# As-sirat
As-sirat är ett arabiskt ord som har en central betydelse inom islam. Det rymmer betydelsen "den raka vägen" och syftar på en symbolisk väg omsluten av två murar på varsin sida i vilka det ska finnas öppna dörrar förseglade med bara skynken. 
Över porten som står i början av denna väg uppmanar en röst en att hålla sig på vägen utan att avvika. En annan röst precis över vägen varnar för att ens så mycket som kika in bakom skynkena eftersom man då kommer passera in genom dessa. 
Den raka vägen kan ses som inget annat än islam med murarna som Guds satta gränser - bakom dörrarna döljer sig det förbjudna. Rösten på porten är Guds bok - koranen - medan rösten över vägen är samvetet hos en troende.
Det syftar även på den trådtunna bro över vilken man på domens dag ska passera för att nå paradiset. Ett företag som är lättare för de troende än de utan tro som faller ner i helvetet under bron. Enligt islam är dock domen till helvetet inte alltid absolut - Gud kan ta en därifrån. 
Islam är baserad på en hopp och fruktan eller mer vardagligt uttryckt käpp och morot filosofi där bägge delarna krävs för att utvecklas och leva ett gott liv både på jorden och i förlängningen efter döden.